# Köping-Kolsva OK
Köping-Kolsva OK (KKOK), orienteringsklubb i Köpings kommun. Bildades 1993 som en sammanslagning av Köpings OK och Kolsva OLF. Klubben har över 300 medlemmar. Tillsammans med grannklubben Arboga OK arrangerar KKOK varje höst tvådagarstävlingen Golden Weekend där totalsegrarna i de två huvudklasserna får dela på 10 000 kr. Stora prispengar inom orienteringen.